# Görau (Weismain)
Görau ist ein Gemeindeteil der Stadt Weismain im oberfränkischen Landkreis Lichtenfels im Norden des Freistaates Bayern mit 125 Einwohnern.

## Geografische Lage
Görau befindet sich auf 515 m ü. NN auf einer Hochebene, etwa 2,4 Kilometer östlich des Bärentals. Die Hochebene gehört zu den nördlichen Ausläufern des Frankenjuras im Naturpark Fränkische Schweiz – Frankenjura. Der Stadtkern von Weismain befindet sich rund vier Kilometer nördlich.

## Geschichte

### Frühgeschichte
Wann das Gebiet um die heutige Ortschaft Görau erstmals besiedelt wurde, ist unklar. Eine Besiedlung ab spätestens ca. 1400 v. Chr. liegt aber anhand der Funde aus der mittleren Bronzezeit, die in zwei Grabhügelfeldern am Görauer Anger vor rund 100 Jahren gemacht werden konnten, nahe. Einer dieser Erdhügel enthielt Beifunde der jüngeren Hügelgräberzeit (1400–1300 v. Chr.). Neben einem Bronzeschwert mit achteckigem Griff, einer kunstvoll gefertigten Nadel mit Kugelkopf und einem Absatzbeil (Länge 16,6 cm, Breite 3,5 cm, Gewicht 320 Gramm), barg er Schmuckwerk in Form von Bronzeringen, darunter auch Ohrringe. In zwei anderen Gräbern fand man Wagenreste aus der Hallstattzeit, die jedoch aufgrund der damals unsachgerechten Arbeitsweise weitgehend zerstört wurden. Erhalten ist nur ein eiserner Radbuckel. Die Funde werden in den Museen von Bayreuth und Bamberg, im Schloss Thurnau, in der Archäologischen Staatssammlung in München, in der Ur- und frühgeschichtlichen Sammlung der Universität Jena und in der Sammlung des Seminars für Ur- und Frühgeschichte der Georg-August-Universität Göttingen ausgestellt.

#### Etymologie
Der Name Görau ist slawischen Ursprungs. Er leitet sich vom Wort gora ab, das Berg bedeutet. 1137 erschien der Ort erstmals in einer Urkunde als „Goren“, 1382 als „Görein“ und 1421 als „Gore“ und „Goraw“. Die Form von 1382 entstand vermutlich als Folge einer damaligen Lautverschiebung des langen i zu ei. Demnach wird der Ursprung des Ortsnamens von vielen Slawisten im altslawischen Wort gorina gesehen, das sich als Bergland übersetzen lässt. Gedeutet werden kann der Name demnach als Siedlung auf dem Bergland. Da der Ortsname nicht durch die Bewohner entstand, sondern durch die umliegenden Nachbarn, kann gefolgert werden, dass die Gegend der Jurahochfläche südlich von Weismain im frühen Mittelalter, vor 800, von slawischen Weidebauern bewohnt war, was archäologische Funde bestätigen.

### Neuere Geschichte
Im Jahr 1880 wurde in Görau eine Freiwillige Feuerwehr gegründet. und im Jahr 1909 eine Wasserleitung verlegt, der Anschluss an das Stromnetz fand 1927 statt.
Da dem Dorf schon seit Jahrzehnten ein Gotteshaus fehlte, wurde am 13. Mai 1938 ein Kapellenbauverein gegründet. Mit dem Bau der Kapelle wurde noch im selben Jahr begonnen. Die Benedizierung fand am 9. Juli 1939 statt. Ein Großbrand zerstörte am 12. April 1944 mehrere Anwesen, darunter auch das Feuerwehrhaus mit Glockenturm.
Im Herbst 2010 wurde die knapp einen Kilometer lange Straße nach Neudorf als erste im nordbayerischen Raum mit dem InSitu-Kaltrecycling-Verfahren der Schweizer Straßenbauspezialfirma Egli erneuert.

### Einwohnerentwicklung
Die Tabelle gibt die Einwohnerentwicklung von Görau anhand einzelner Daten wieder.
| Jahr | Einwohner | Quelle |
| ---- | --------- | ------ |
| 1987 | 141       | [ 7 ]  |
| 2008 | 137       | [ 8 ]  |
| 2010 | 135       | [ 9 ]  |
| 2011 | 135       | [ 10 ] |
| 2012 | 134       | [ 11 ] |
| 2013 | 133       | [ 12 ] |
| 2015 | 125       | [ 13 ] |
| 2018 | 125       | [ 1 ]  |

## Wissenswertes
Beim Wettbewerb Unser Dorf soll schöner werden – Unser Dorf hat Zukunft wurde Görau im Jahr 2008 als das „kinderreichste Dorf Deutschlands“ ausgezeichnet. Dass von den damals 137 Einwohnern 33 Kinder waren, was einen prozentualen Anteil von knapp 25 % ausmacht, liegt laut Elsbeth Düthorn, der Vorsitzenden der Naturfreunde Görauer Anger, an der starken Dorfgemeinschaft in Verbindung mit den guten Arbeitsplatzmöglichkeiten in den umliegenden Gemeinden.

## Vereine
In Görau gibt es sechs Vereine, in denen 85–90 % der Bevölkerung aktiv sind:
- Freiwillige Feuerwehr Görau
- Naturfreunde Görauer Anger mit Jugendgruppe „Görauer Fröschla“
- Jagdgenossenschaft Görau
- Kapellenbauverein Görau
- Seniorenkreis Görau
- Treff Halba Höih